# Johann Labroise

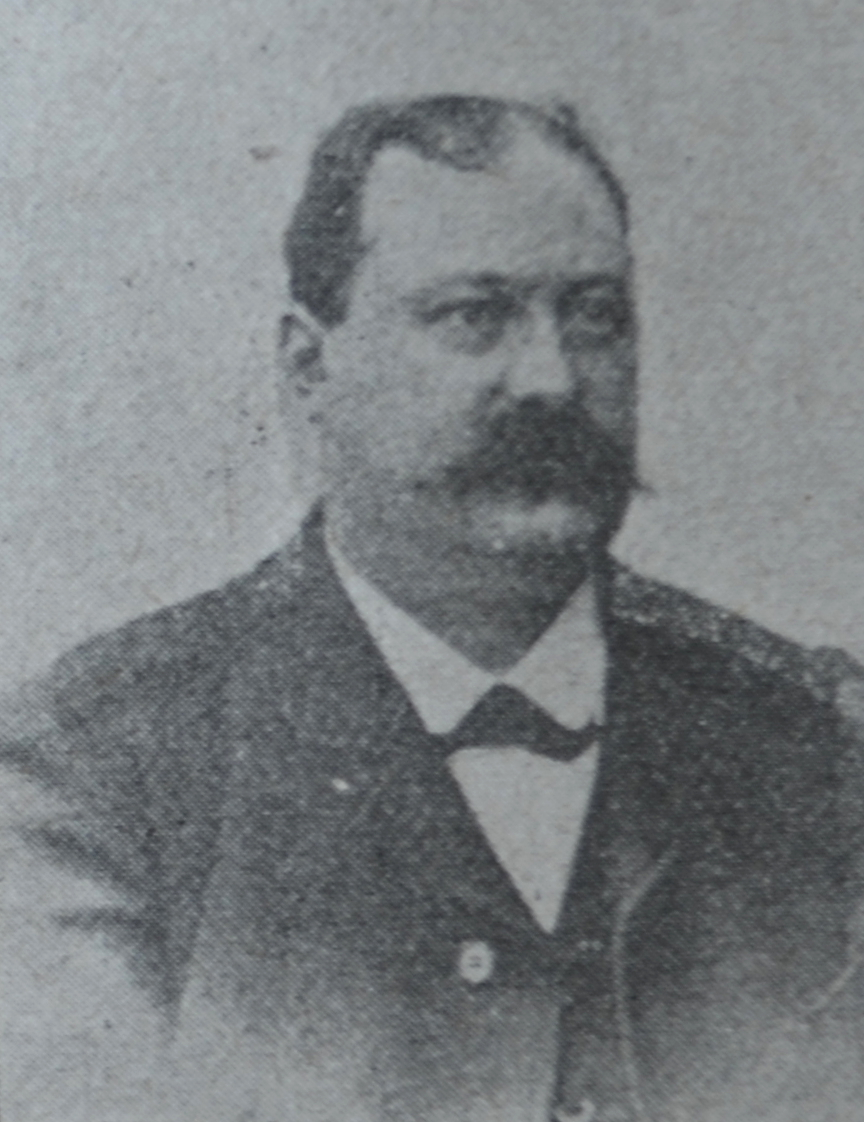
Johann Labroise, 1911

Johann Franz August Labroise, französisch: Jean François Auguste Labroise, (* 6. Dezember 1856 in Wuisse; † Januar 1921 in Wuisse) war Gutsbesitzer und Mitglied des Deutschen Reichstags.

## Leben
Labroise besuchte das Collège in Château-Salins und die Realschule in Trier. Er war Mitglied des Bezirkstages für Lothringen und Mitglied des Landesausschusses für Elsaß-Lothringen. Weiter war er Leutnant der Landwehr und Träger des Kronenordens III. Klasse, des Roten Adlerordens IV. Klasse und der Bayerischen Landwehr-Dienstauszeichnung II. Klasse.
1895 bis 1907 war er Mitglied des Landesausschusses von Elsaß-Lothringen und seit der Landtagswahl 1911 bis 1918 des Landtags.
Von 1903 bis 1912 war er Mitglied des Deutschen Reichstags für den Wahlkreis Reichsland Elsaß-Lothringen 15 (Saarburg, Château-Salins). Er gehörte der Elsaß-Lothringischen Protestpartei an. Bei der Reichstagswahl 1907 setzte er sich im ersten Wahlgang mit 10.358 Stimmen gegen den Zentrumskandidaten Victor Michel Heymès (8.738 Stimmen), den Druckereifak. Therré (1.471 Stimmen) und den Rentner Bour (109 Stimmen) durch.